# سلیویورستوو
سلیویورستوو (به لاتین: Selivyorstovo) یک منطقهٔ مسکونی در روسیه است که در سرزمین آلتای واقع شده‌است.